# Elsa Lila
Elsa Lila (Tirana, 4 luglio 1981) è una cantante albanese con cittadinanza italiana.
Il suo repertorio spazia dalla musica pop alla quella barocca, passando per la musica popolare balcanica e la world music.

## Biografia
Nata in Albania nel 1981 in una famiglia di musicisti classici (il padre Edmond Lila è un tenore), diviene giovanissima una famosa cantante pop-rock; il suo talento viene scoperto dal compositore Valentin Veizi durante il Festival per bambini a Tirana; nel 1996, a soli 15 anni, vince il Festival Nazionale della Canzone Albanese con la canzone Pyes lotin, composta da Valentin Veizi, lo stesso successo si è ripetuto nella 36ª edizione del festival con la canzone: Larg urrejtjes.
In pochi anni ha svolto centinaia di concerti, trasmissioni televisive e radiofoniche; nel 1997, anno in cui ha perso tragicamente la madre, si è trasferita in Italia, conducendo una vita da normale studentessa, mentre nei Balcani è acclamata come popstar.
Nel 1999 viene eletta da un sondaggio della televisione di stato "La cantante albanese del secolo".
Nel 2003 ha debuttato al Festival di Sanremo con la canzone Valeria e nel 2007 vi è ritornata con Il senso della vita.
In Italia ha pubblicato alcuni singoli e l'album Elsa (BMG Ricordi, 2003).
Nel dicembre 2008 ha presentato il 47º Festival I Këngës a Tirana e duettato con Enrico Ruggeri nella canzone Fluturimi i fundit, inclusa nella colonna sonora del film East West East - Volata finale del regista albanese Gjergj Xhuvani e pubblicata l'anno successivo nell'album All in - L'ultima follia di Enrico Ruggeri.
Nel 2010 ha collaborato con il violinista Olen Cesari nell'album Unexpected.
L'8 marzo 2011 è diventata madre di Evita, la bambina avuta dal suo fidanzato italiano Alessandro, istruttore subacqueo in Madagascar, da lei conosciuto nel 2009, durante una vacanza in quel Paese.
Nel 2014 è ritornata  sulla scena musicale ricoprendo il ruolo di giudice nella quarta edizione di "The Voice of Albania".
Nel 2022 è stata arrestata erroneamente con l'accusa di associazione per delinquere finalizzata al traffico di sostanze stupefacenti e alla cessione e detenzione ai fini di spaccio, venendo poi immediatamente rilasciata. Viene quindi invitata a partecipare per la terza volta al Festival Nazionale della Canzone Albanese che si tenne dal 19 al 22 dicembre 2022 a Tirana, in cui vinse il concorso.

## Discografia

### Album
- 2003 – Elsa
- 2021 – From Mozart to the Balkans (con Enrico Melozzi e l'Orchestra Notturna Clandestina)

### Singoli
- 2003 – Valeria
- 2003 – Le mie ali senza te
- 2003 – Mi mancherai
- 2007 – Il senso della vita
- 2007 – Via da questo mondo
- 2007 – Soli
- 2007 – L'amore che ho
- 2007 – La porta del silenzio